# Billancourt (Métro Paris)

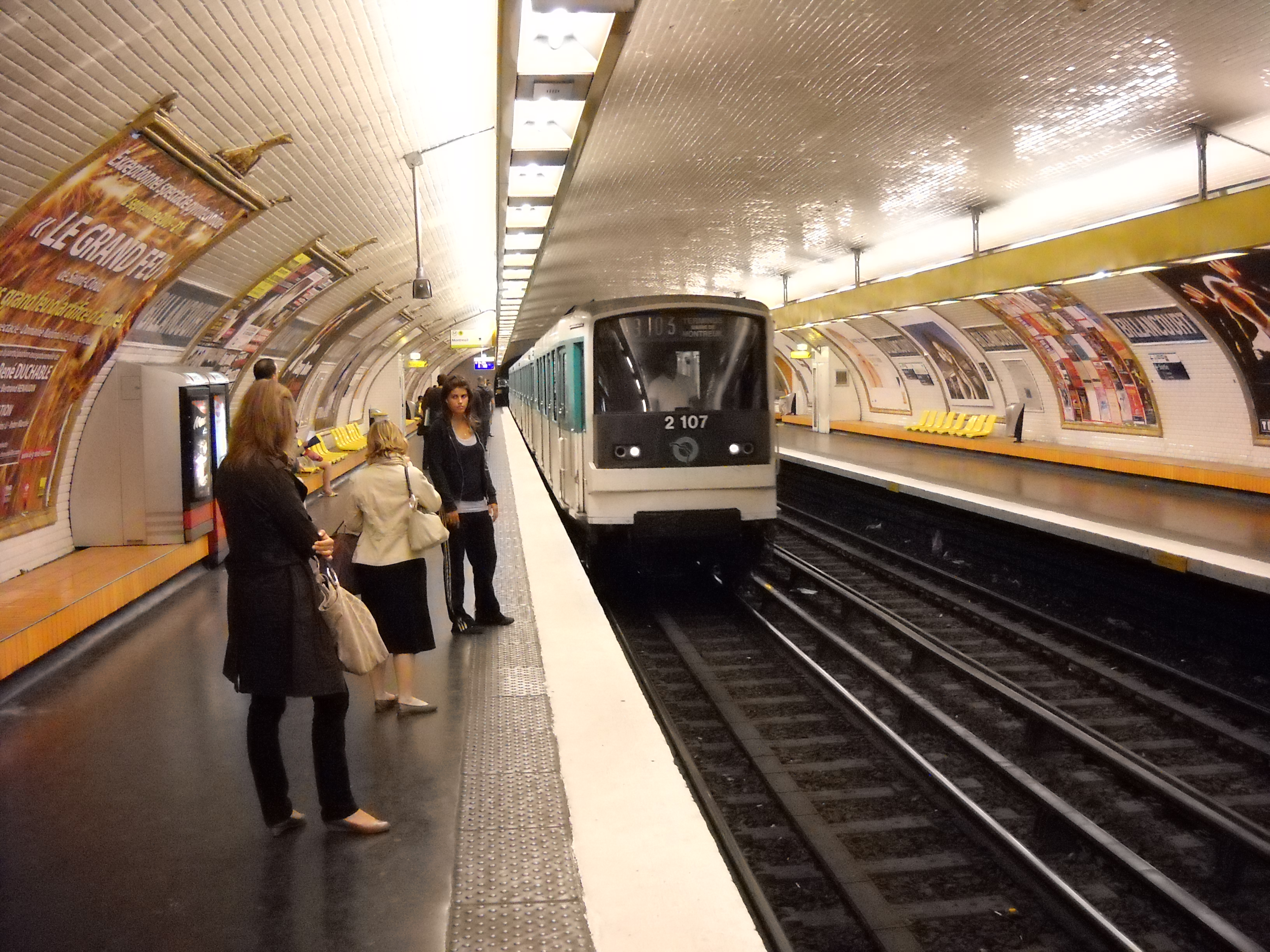
Zug der Baureihe MF 67, 2009

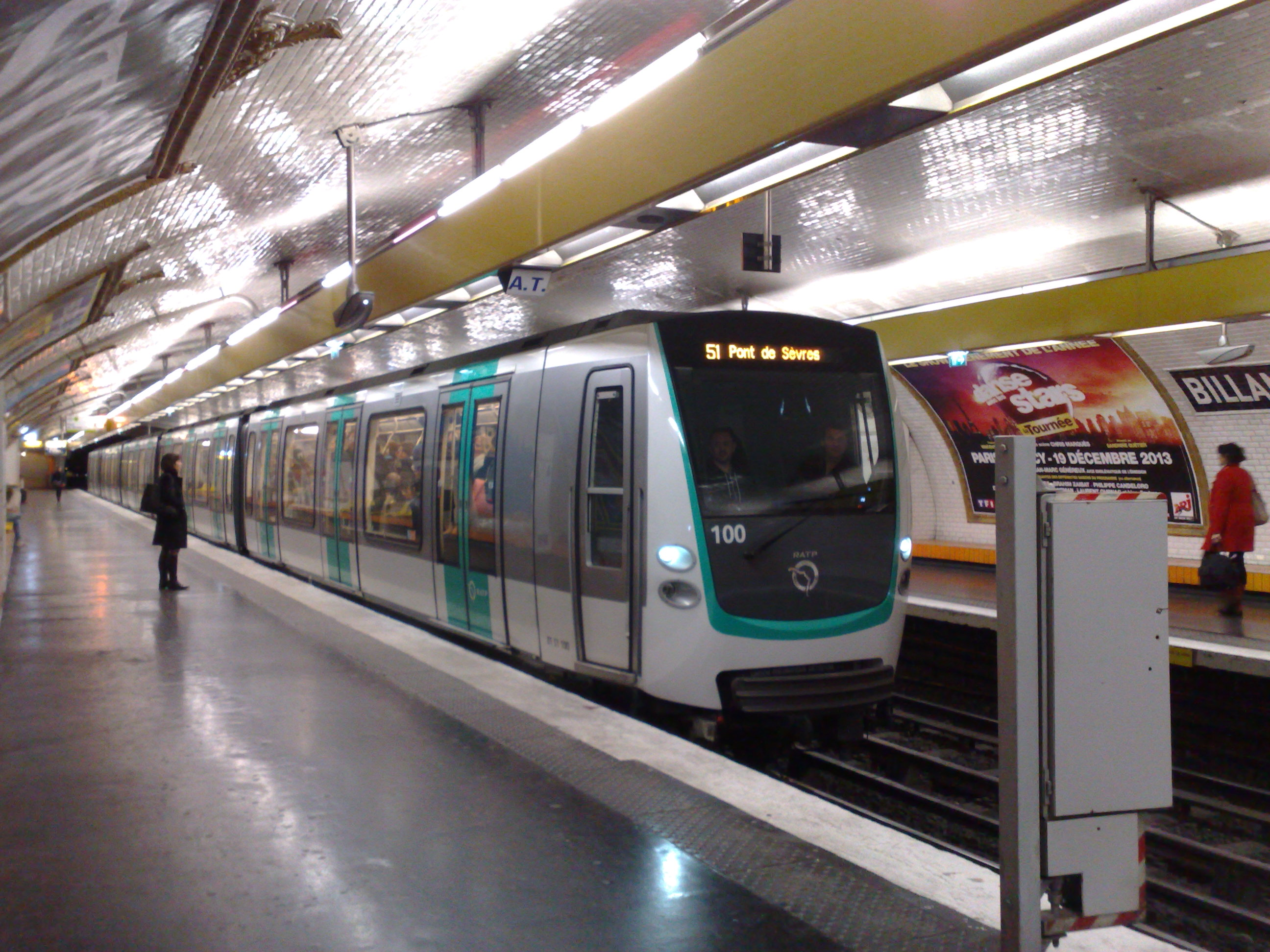
Zug der Baureihe MF 01, 2013

Der U-Bahnhof Billancourt ist eine unterirdische Station der Linie 9 der Pariser Métro.

## Lage
Die Station befindet sich im südwestlich gelegenen Pariser Vorort Boulogne-Billancourt. Sie liegt längs unter der Avenue du Général Leclerc in Höhe des kreuzenden Straßenzugs Rue de Billancourt – Rue de la Ferme.

## Name
Namengebend ist die Rue de Billancourt. Die erste Erwähnung des Dorfs Billancourt stammt aus dem 12. Jahrhundert, sein Name geht auf das Gut eines gewissen Billa zurück. 1859 wurde es nach dem nördlich gelegenen Boulogne-sur-Seine eingemeindet, 1924 wurde die Stadt in Boulogne-Billancourt umbenannt. Auf der Billancourt vorgelagerten Seineinsel Île Seguin befand sich bis 1992 das Werk der Automobilfabrik Renault mit bis zu 50 000 Beschäftigten.

## Geschichte und Beschreibung
Die Station wurde am 3. Februar 1934 in Betrieb genommen, als der mehr als 2000 m lange westliche Endabschnitt der Linie 9 von Porte de Saint-Cloud bis Pont de Sèvres eröffnet wurde.
Sie liegt unter einem elliptischen, weiß gefliesten Gewölbe, dessen Seitenwände der Krümmung der Ellipse folgen. Von Anbeginn wurde sie mit einer Länge von 105 m, ausreichend für Sieben-Wagen-Züge, errichtet.
Die vier Zugänge sind durch von Adolphe Dervaux im Stil des Art déco entworfene Kandelaber mit dem Schriftzug METRO markiert.

## Fahrzeuge
Die Linie 9 wird mit konventionellen Fahrzeugen betrieben, die auf Stahlschienen laufen. Zunächst verkehrten Züge der Bauart Sprague-Thomson, die dort ihr letztes Einsatzgebiet hatten. 1983 kam die Baureihe MF 67 auf die Strecke. Seit Oktober 2013 kam zunehmend die Baureihe MF 01 zum Einsatz, am 14. Dezember 2016 verkehrte der letzte MF-67-Zug auf der Linie 9.